# Haciendas coloniales de Choroní

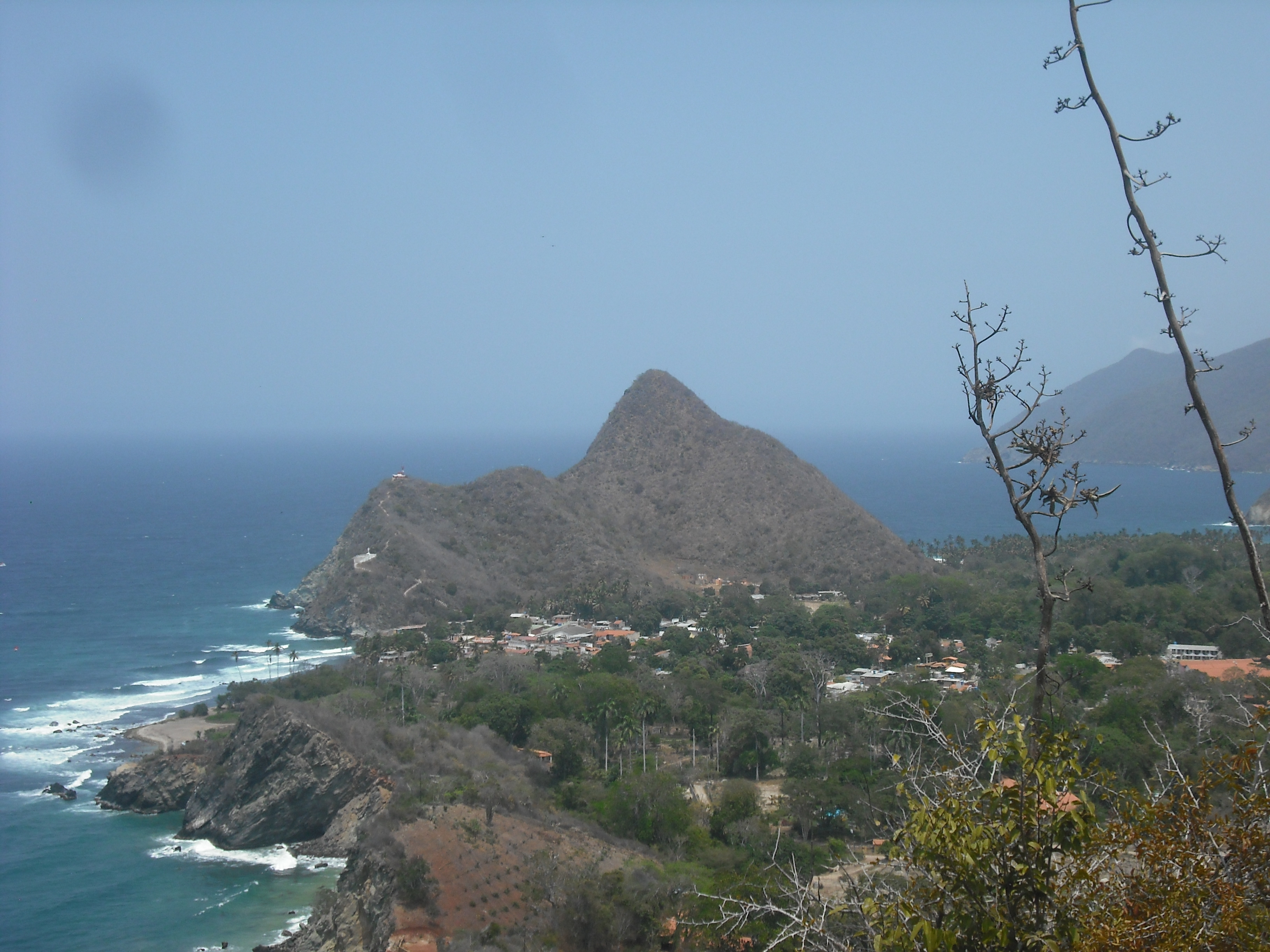
Puerto Colombia, cerro Papelón, y las planicies de la Hacienda Playa Grande al fondo.

Las haciendas coloniales de la parroquia Choroní fueron fincas dedicadas a la siembra y procesamiento de coco y cacao. Fueron creadas durante la época colonial de Venezuela. En los años 1980, las haciendas de coco producían más que las cosechas de cacao. Muchas de estas haciendas fueron abandonadas o vendidas para hacer espacio para el turismo de las playas de Choroní. Otras persisten en el presente en los alrededores del río Choroní y en los linderos del parque nacional Henri Pittier, con un aproximado de 180 hectáreas (444,8 acre) sembradas de cacao. Desde 1996 forman parte de una iniciativa para proteger por razones comerciales y científicos, la producción de cacao en los espacios de estas haciendas que no se encuentran poblados.

## Historia
El cacao fue producido por nativos en Venezuela desde tiempos precolombinos. La realeza española cultivó el cacao desde fines del siglo XVI. El primer lote de cacao vendido de producción en Choroní fue por Diego de Ovalle en 1618. La primera hacienda fue establecida por Ovalle, cuya influencia comercial en torno al cacao trajo inversionistas a la región de la falda norte del parque nacional Henri Pittier. Ovalle funcionó primero como encomendero, pero al ver el potencial del cultivo, se estableció en Choroní hasta su muerte en 1658. El comercio de cacao continuó en su hacienda bajo administración de la esposa de Ovalle, Mariana Vásquez de Rojas.
En 1760, sacerdotes de la región censaron 1384 habitantes de la parroquia de Choroní, incluyendo nativos y esclavos. En diciembre de 1772 el censo de Choroní reportó 1541 personas.: 49-50  Durante 1875 Choroní contaba con 32 haciendas de cacao, 26 haciendas de café y 3 de caña de azúcar con una producción de 127.564 kilos de cacao y 11.820 kilos de café.: 52  En 1961, Choroní contaba 270.700 árboles de café sembrados en 152 hectáreas (375,6 acre) y una producción de 22.488 kilos. También hubo una importante producción de coco con 8.137 árboles y unas 400.000 unidades vendidas.

## Estructuras
Las haciendas coloniales en la parroquia Choroní se componían de un área habitacional donde se encontraba la casa principal donde residía la familia del hacendado o propietario. La mayoría de las haciendas coloniales en Choroní contaban con casas de mozos o peones que eran pequeños cuartos que albergaban familias enteras. Dependiendo de las actividades productivas de la hacienda éstas presentaban instalaciones como molinos y pequeñas fábricas, especialmente a orillas del río Choroní para el secado y fermentación del cacao. En la época del gobierno de Juan Vicente Gómez, algunas haciendas contaron entre sus instalaciones con estaciones de ferrocarril para la trasportación de los productos e insumos que comunicaban tanto con otras haciendas como con Puerto Colombia y la ciudad de Maracay.

## Hacienda El Parnaso
El límite sur de Choroní, mayormente poblado en la actualidad, era ocupada por la Hacienda El Parnaso. La hacienda fue propiedad de la familia Maitín, ancestros del poeta José Antonio Maitín, quien vivió en una de las casas de la hacienda desde la muerte de su esposa en junio de 1851 hasta su muerte en 1874. Maitín escribió Homenaje a Bolívar en la hacienda, igual que Canto Fúnebre, elegía de su esposa fallecida.
La hacienda fue invadida por pobladores quienes tomaron sus terrenos para construir habitaciones y pequeños puestos hoteleros para el auge turístico de la parroquia.: 115  La hacienda recibía irrigación del río Santa Bárbara, el cual funcionaba también como límite con la hacienda Santa Clara. El terreno no ha producido cacao desde 1975 con construcciones continuas desde entonces. La comunidad se ha extendido al sur de Choroní a lo largo de la hacienda El Parnaso, la hacienda Santa Bárbara y la hacienda El Portete.: 107  En el extremo opuesto al río Santa Bárbara se encuentra la hacienda Torres.
El nombre proviene del monte Parnaso en Grecia.

## Hacienda Santa Bárbara
Hacienda de cacao, propiedad del comerciante Bartolomé García, se ubicaba al este de la hacienda el Parnaso. Actualmente se encuentra completamente desforestado y reemplazado por construcciones.: 51 

## Hacienda La Pantojera
La hacienda La Pantojera, también llamada El Rosario, estaba en los extremos norte de Choroní y fue donada en los años 1960 por su dueño a la parroquia con el fin de expandir sus límites poblacionales. Se encuentra en la región hoy conocida como Entre Ríos y hace límite con la hacienda El Portete. Para 1960 los terreno de la hacienda estaban totalmente publados y su principal producción financiera es el turismo, con una contribución para 2002 de cerca del 2% del turismo de la ciudad. El sector Entre Ríos y su anexo, el sector Submarinista fueron urbanizadas en 1970 con casas modernas, habitadas principalmente por profesionales de ingreso medio-alto. Al norte de la hacienda y colindando con el sector Entre Ríos, se colonizó con financiamiento del grupo Malariología con una demografía de clase obrera y de ingreso medio-bajo. Todos los sectores han presentado expansión Este-Oeste hacia el parque nacional.

## Hacienda El Portete
La hacienda El Portete recibe su nombre de un paraje donde llegaban las lanchas para recibir el cacao de los esclavos de la época colonial. Es una de las haciendas establecidas a comienzo de los años 1700. Actualmente la planicie del cacao se encuentra zonificada y reconstruida para hospedajes turísticos. Contaba con una majestuosa casa que ostentaba el poder económico de la explotación del cacao. Actualmente la casa sirve de hotel tipo posada para el turista.: 117  La totalidad de los límites de la hacienda original se encuentra en continua presión por la expansión urbana. La separa de la costa la hacienda Playa Grande y la comunidad de Puerto Colombia. El Portete se encuentra a latitud Norte 1.161.500 grados, mientras que Playa Grande tiene coordenada Norte 1.162.000 y la playa a nivel de Puerto Colombia tiene latitud N 1.162.500.: 116 

## Hacienda Playa Grande
Los libros de 1893 reportan que la hacienda Playa Grande tenía sembrado aproximadamente 50 mil árboles de cacao y 400 fanegas de producción. Se ubica al este del río Choroní y hace límite con el mar Caribe y no está dentro de los límites del parque nacional Henri Pittier. La hacienda Playa Grande contaba con las estrucuras tradicionales de las haciendas coloniales, también se ubican tres hornos aún en funciones para 2009. Dos de estos hornos de ladrillos se usan para producir tejas y ladrillos. Uno está ubicado al este de la casa principal, en el camino a Santa Rosa, y el otro al pie de la casa ubicada en la falda del Cerro Pan de Azúcar en dirección hacia Puerto Colombia, al norte de la hacienda. El tercer horno es de cal y construido en piedra, ubicado al suroeste de la casa en el sector que colinda con la hacienda Izaguirre y la hacienda Torres.
En la hacienda Playa Grande también existen trapiches que se utilizan para procesar caña de azúcar, utilizando la energía hidráulica de las acequias. El trapiche de Playa Grande era pequeño y usaba una rueda de madera.

## Hacienda El Casibo
La hacienda El Casibo se encuentra en el sector La Planta, y es una de las tres haciendas que formaban el Hato Monterosa al sur del pueblo de Choroní. La plantación de cacao en esta hacienda era una de las principales en los años 1700. En 1720 se hizo una auditoría de la hacienda, reportando 1400 árboles de cacao, una de las más activas de ese año.: 48  La hacienda cuenta con una extensión aproximada de 2275 hectáreas (5621,6 acre). Aproximadamente 98% del terreno de la hacienda El Casibo está ubicada en colinas de cerros al sur de Choroní. Es una de las pocas haciendas que persisten activas en la siembra de Cacao, con un aproximado de 70 hectáreas (173 acre) sembrada de cacao.: 94  En los terrenos de la hacienda El Casibo se siembran otros productos como banano y plátano para consumo doméstico no comercial y para sostén de los terrenos tipo colina donde se ha sembrado el cacao.: 32 
En la hacienda El Casibo también existen trapiches que se utilizan para procesar caña de azúcar, utilizando la energía hidráulica de las acequias. El trapiche de El Casibo es de mayor tamaño y tiene una torre, donde también se destilaban bebidas.

## Hacienda Santa Apolonia

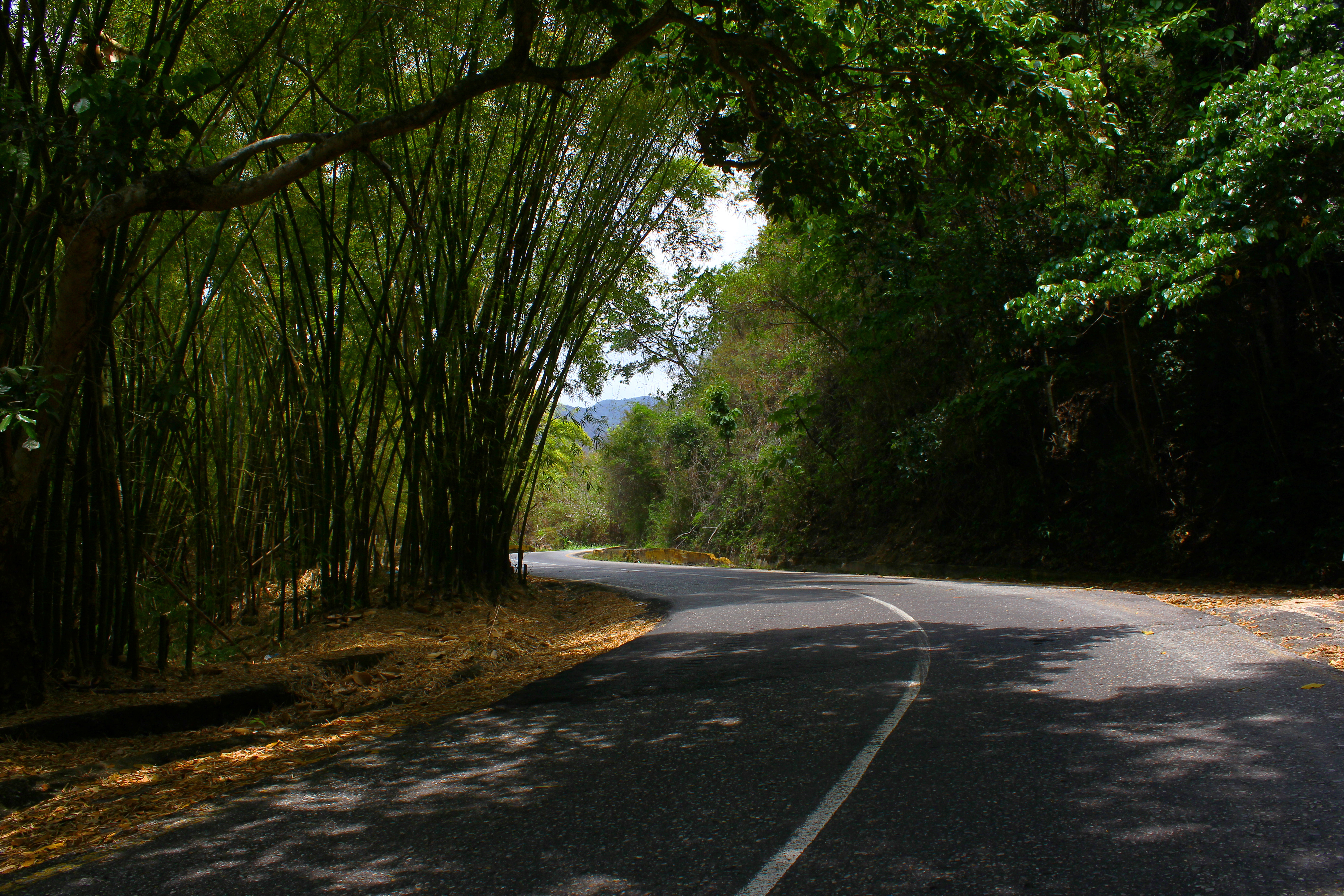
Carretera Maracay-Choroní que divide el límite de las principales haciendas de Choroní.

La hacienda Santa Apolonia era una de tres haciendas que formaban parte del Hato Monterosa. Se encuentra en el sector La Plata, al sur del pueblo de Choroní y en la orilla oeste del río Choroní.: 118  Es una de las pocas haciendas que persisten activas en la siembra de Cacao. En 2010, el gobierno regional exproprió las tierras con el propósito de desarrollar la comunidad en esa dirección. Por intervención de la comunidad misma, la hacienda sigue en estado natural con algunas zonas aún sembradas de cacao. Al igual que la hacienda Playa Grande, la hacienda Santa Apolonia está ubicada principalmente en el terreno que hace las colinas de cerros al sur de Choroní y cubre un área de aproximadamente 400 hectáreas (988,4 acre). Aproximadamente 5%, un aproximado de 17 hectáreas (42,0 acre),: 94  de la hacienda contiene terrenos aptos para la siembre de cacao. La mayoría de la región de la hacienda Santa Apolonia es sitio de conservación de especies del bosque nuboso del parque nacional Henri Pittier.
La hacienda estaba en propiedad de dos hermanos a comienzos del siglo XIX, quienes la heredaron del abuelo de ellos, Domingo Sosa Pérez. La hacienda permaneció en la propiedad de descendientes de los Sosa hasta que fue vendida en 1944. Pasó de manos de varios dueños en los años 1900 hasta que fue comprada por Kai Rosenberg en 1993 para restablecer el potencial histórico y comercial de las tierras. En los terrenos de la hacienda Santa Apolonia se siembran otros productos como banano, plátano y otras frutas para consumo doméstico no comercial.
Las regiones planas de la hacienda Santa Apolonia hacen continuidad al norte con las planicies de la Hacienda La Sabaneta a lo largo del borde este del río Choroní y de la actual Carretera Maracay-Choroní. La principal casa de la hacienda Santa Apolonia se encuentra en ruinas en la orilla oeste del río.

## Hacienda La Sabaneta
La hacienda Sabaneta era una de las tres haciendas que formaban el Hato Monterosa al sur del pueblo de Choroní. Es una de las pocas haciendas que persisten activas en la siembra de Cacao. Al igual que la hacienda Santa Apolonia, la hacienda Sabaneta está ubicada principalmente en terreno de colinas de cerros al sur de Choroní. Aproximadamente 17 hectáreas (42,0 acre) de las 200 hectáreas (494,2 acre) se encuentra sembrada de cacao.: 94 
Las regiones planas de la hacienda La Sabaneta hacen continuidad con las planicies de la Hacienda Santa Apolonia a lo largo del borde este del río Choroní y de la actual Carretera Maracay-Choroní. La principal casa de la hacienda La Sabaneta se encuentra a orillas del río en la entrada de La Rinconada. En 2010, el gobierno regional exproprió las tierras con el propósito de desarrollar la comunidad en esa dirección. Por intervención de la comunidad misma, la hacienda sigue en estado natural con algunas zonas aún sembradas de cacao.

## Hacienda Payare
Establecida a comienzo de los años 1700, propiedad de Domingo Jesús de Sosa, es una de las pocas haciendas que persisten activas en la siembra de Cacao. Aproximadamente 17 hectáreas (42,0 acre) de la hacienda Payare se encuentra actualmente sembrada de cacao. Los libros de 1720 reportan que la hacienda Playa Grande tenía sembrado aproximadamente 5 mil árboles de cacao y 50 fanegas de producción.: 48  Para fines de los años 1890 la hacienda Payare tenía sembrado aproximadamente 10 mil árboles de cacao y 60 fanegas producidos. La hacienda Payare se encuentra en el extremo sur de Choroní. Saliendo del pueblo se asentaba la hacienda El Parnaso, más al sur la hacienda Santa Polonia y le continua la hacienda Payare.: 118 

## Hacienda Torres
La hacienda Torres se encuentra a orillas del río Santa Bárbara, al sureste de Choroní. Al norte continúa con la hacienda Izaguirre hacia Puerto Colombia, compuesta mayormente por colinas de la falda sur del parque nacional Henri Pittier. Colinda al sur con la hacienda Payares a lo largo del antiguo camino real vía Hacienda Monterosa.
Al igual que la hacienda Santa Apolonia, la hacienda Torres está ubicada principalmente en el terreno que hace las colinas de cerros al sur de Choroní y cubre un área de aproximadamente 177 hectáreas (437,4 acre). Aproximadamente 18%, un aproximado de 30 hectáreas (74,1 acre) está en condiciones de mantener la siembra de cacao.: 123 
Los registros del siglo XVIII muestran que habían disputas entre la hacienda Torres y la hacienda Payare por el uso de agua contenido en la acequia que por su mayor curso pasaba por la hacienda Torres. En 1913 la hacienda fue vendida a descendientes de la familia Maitín quienes la mantuvieron por cerca de 20 años antes de venderla al dictador venezolano Juan Vicente Gómez. La hacienda volvió a ser vendida en 1942 y mantenida por la misma familia desde entonces. A finales de los años 1980 se ha restaurado la plantación de cacao en la hacienda. Un camino pavimentado ha dado a turistas fácil acceso a la montaña de la vecindad, causando daño a las plantaciones por accidentes, vandalismo y delincuencia. La hacienda cuenta con aproximadamente 12 mil árboles de cacao criollo de alta productividad.: 124 

## Hacienda Los Ovalles
Los registros de 1720 reportan que la hacienda Los Ovalles tenía sembrado aproximadamente 26 mil árboles de cacao y 260 fanegas de producción, siendo la hacienda de mayor producción a comienzos del siglo XVII.: 48 

### Hacienda La Grande
Una de las haciendas que pertenecían a Diego de Ovalle. Tenía aproximadamente la mitad de la producción de Playa Grande y producción similar a la de la hacienda Los Torres.

## Otras haciendas
Otras haciendas ubicadas en la región que fueron productivas incluyen:
- Hacienda Casivo: propiedad de Simón Coupar,[5]: 48  ubicado en el sector La Hormiga de Conuco Grande con una producción de cacao de aproximadamente 5500 árboles para mediados del siglo XVIII, ampliando a más de 10 mil árboles en el siglo subsiguiente.
- Hacienda la Isleta: propiedad de Catalina de la Torre yadquirida luego por Domingo Sosa,[21][7]: 19  con una producción de cacao de aproximadamente 4000 árboles para mediados del siglo XVIII.[5]: 48  Sosa luego vendió la hacienda en 1790. Ubicada a un costado del río Choroní, recibe su nombre por la quebrada La Isleta, tributaria del río Choroní y que drenaba la propiedad.[8]: 495